# سحر ولدبیگی
سحر ولدبیگی (زاده ۱ تیر ۱۳۵۶، تهران) هنرپیشه سینما و تلویزیون اهل ایران است.

## زندگی
وی دختر مسعود ولدبیگی است. همسر او نیما فلاح بازیگر سینما و تلویزیون است. وی دارای مدرک دیپلم اداری بازرگانی از هنرستان شهید مدرس است. سحر ولدبیگی یک دوره بازیگری را در کارگاه آزاد بازیگری گذراند و پس از بازی در چند مجموعه تلویزیونی، با سریال «دختران» به شهرت رسید.

## فیلم‌شناسی

### مجموعه تلویزیونی
| سال  | مجموعه تلویزیونی      | کارگردان         | شبکه یا زمان پخش             |
| ۱۴۰۱ | خوشنام                | علیرضا نجف‌زاده   | شبکه ۱                       |
| ۱۳۹۸ | کتونی زرنگی           | علی ملاقلی‌پور    | شبکه ۳                       |
| ۱۳۹۸ | زندگی شگفت‌انگیز است   | مجتبی چراغعلی    | شبکه ۲                       |
| ۱۳۹۷ | آرماندو               | احسان عبدی‌پور    | شبکه ۱                       |
| ۱۳۹۶ | دورهمی                | مهران مدیری      | شبکه نسیم                    |
| ۱۳۹۵ | قرعه                  | برزو نیک‌نژاد     | شبکه ۳ - نوروز ۱۳۹۵          |
| ۱۳۹۴ | محله گل و بلبل        | محمد درویشعلی‌پور | شبکه ۲                       |
| ۱۳۹۲ | باغ سرهنگ             | فلورا سام        | شبکه پنج                     |
| ۱۳۹۱ | آب‌پریا                | مرضیه برومند     | شبکه ۲ - نوروز ۱۳۹۲          |
| ۱۳۹۰ | مسیر انحرافی          | بهرنگ توفیقی     | شبکه ۳ - بهار ۱۳۹۱           |
| ۱۳۸۹ | گمشده - (قسمت دوم)    | راما قویدل       | شبکه اول - مهر ۱۳۸۹          |
| ۱۳۸۸ | دارا و ندار           | مسعود ده‌نمکی     | شبکه پنج - پخش در نوروز ۱۳۸۹ |
| ۱۳۸۷ | ماه عسل               | شاهد احمدلو      | شبکه ۲ - پخش در نوروز ۱۳۸۸   |
| ۱۳۸۷ | غیرمحرمانه            | مسعود رسام       | شبکه پنج                     |
| ۱۳۸۷ | بلندگوهای افسانه‌ای    | محمد رحمانیان    | شبکه ۲ - پخش ناتمام          |
| ۱۳۸۶ | چارخونه               | سروش صحت         | شبکه ۳                       |
| ۱۳۸۴ | زندگی به شرط خنده     | مهدی مظلومی      | شبکه پنج                     |
| ۱۳۸۴ | من و پوتی - (سری دوم) | بهرنگ توفیقی     | شبکه ۲ - گروه کودک و نوجوان  |
| ۱۳۸۳ | من و پوتی - (سری اول) | امیر فیضی        | شبکه ۲ - گروه کودک و نوجوان  |
| ۱۳۸۲ | رانت‌خوار کوچک         | حسین سهیلی‌زاده   | شبکه پنج - ماه رمضان         |
| ۱۳۸۲ | نقطه چین              | مهران مدیری      | شبکه ۳                       |
| ۱۳۸۲ | بدون شرح              | مهدی مظلومی      | شبکه ۳ بازیگر مهمان          |
| ۱۳۸۱ | پاورچین               | مهران مدیری      | شبکه پنج                     |
| ۱۳۸۱ | پسرخاله‌ها             | رضا فیاضی        |                              |
| ۱۳۸۱ | پشت کنکوری‌ها          | پریسا بخت‌آور     | شبکه پنج - ماه رمضان         |
| ۱۳۸۰ | ستاره باران           | نوید محمودی      |                              |
| ۱۳۸۰ | خانه آرزوها           | حسین سهیلی‌زاده   | شبکه ۲                       |
| ۱۳۷۹ | دختران                | اصغر توسلی       | شبکه پنج                     |
| ۱۳۷۸ | قصه‌های شهرک سینمایی   | بهزاد محمدی      | شبکه ۳                       |
| ۱۳۷۷ | ب مثل بهار            | مسعود شاه محمدی  | شبکه ۲ - ایام نوروز          |

### فیلم سینمایی
- رها و انگشتر جادو (۱۴۰۱)
- مجرد ۴۰ ساله (۱۳۹۳)
- شهر موشها ۲ (۱۳۹۳)
- یک فراری از بگبو (۱۳۹۰)
- شیرین (۱۳۸۷)
- خاله سوسکه (۱۳۸۸)
- اگه می‌تونی منو بگیر (۱۳۸۵)
- قلقلک (۱۳۸۴)
- ازدواج غیابی (۱۳۷۹)

### نمایش خانگی
- جوکر (۱۴۰۳)
- اسکار (۱۴۰۲)
- عطسه (۱۳۹۴)
- سیگنال موجود است (۱۳۹۴)
- شوخی کردم (۱۳۹۲)
- رالی ایرانی (۱۳۹۱)
- دامادی به نام صفر (۱۳۸۹)

### تله فیلم
- من پلیس نیستم (۱۳۹۰)
- چشماتو ببند (۱۳۸۹)
- کادوی در به در (۱۳۸۸)
- فرشته نزدیک است (۱۳۸۸)
- سکه‌های شانس (۱۳۸۸)
- قاتلین پیرمرد (۱۳۸۷)